# Faint Heart Ne'er Won Fair Lady
Faint Heart Ne'er Won Fair Lady è un cortometraggio muto del 1914 diretto da Charles M. Seay.

## Produzione
Il film fu prodotto dalla Edison Company.

## Distribuzione
Distribuito dalla General Film Company, il film - un cortometraggio di 150 metri - uscì nelle sale cinematografiche degli Stati Uniti il 4 agosto 1914. Nelle proiezioni, veniva programmato con il sistema dello split reel, accorpato in un'unica bobina con un altro cortometraggio prodotto dalla Edison, la commedia A Change of Business.